# 하늘 (음반)
《하늘》(そら 소라[*])는 아라가키 유이의 첫 번째 정규 음반이다.

## 개요
초회한정반과 통상반, 2종류로 발매되었다. 초회한정반 자켓은 아라가키 유이가 직접 그린 일러스트이며, 통상반은 수록곡 〈heavenly days〉의 PV 등이 담긴 DVD가 부록이다.

## 수록 곡

### CD
1. heavenly days
작사 : 아라하라 요이치 / 작곡 : 구보 겐지 / 편곡 : 마쓰오카 모토키, 아베 요시노리
《연공》 삽입곡.
2. オレンジ (오렌지)
작사, 작곡, 편곡 : 와타나베 켄지 (스네오헤어)
3. 陽のかげる丘 (히노카게루오카)
작사, 작곡 : 안도 유코 / 편곡 : 야마모토 류지
'미츠야 사이다' CM송. 안도 유코가 다른 아티스트에게 노래를 제공한 적은 이번이 처음.
4. メモリーズ (Memorise)
작사, 작곡 : 츠지 아야노 / 편곡 : 마쓰오카 모토키, 아베 요시노리 / string arrangement : 다케우치 준
《사랑하는 마도리》 주제가. 앨범 발매 전인 8월 6일부터 4일 간 선행 배신으로 다운로드 되었다.
5. ひかり (히카리)
작사 : 아라가키 유이 / 작곡 : 구즈야 요코 / 편곡 : 지노 요시히코
아라가키 유이가 처음으로 작사에 도전한 곡.
6. Sign of the moon ~interlude~
작곡 : 다카하시 케이타 / 편곡 : 오토나모드
유일한 Instrumental 곡.
7. スターライト (Starlight)
작사, 작곡, 편곡 : 미트 <from clammbon>
8. ペアリング (Fair ring)
작사, 작곡 : 후루우치 토코 / 편곡 : 마쓰오카 모토키, 아베 요시노리
9. 愛を知りたくて (아이오시리타쿠테)
작사, 작곡 : 츠지 아야노 / 편곡 : 모리 토시유키
10. そら (소라)
작사 : 아라가키 유이 / 작곡 : H ZETT M / 편곡 : 아사다 노부이치

### DVD
1. heavenly days (Music Video)
2. heavenly days (Music Video Making)